# Kurt Gossweiler
Kurt Gossweiler (* 5. November 1917 in Stuttgart; † 15. Mai 2017 in Berlin) war ein marxistisch-leninistischer deutscher Historiker. In der DDR veröffentlichte er vor allem zum Faschismus, den er im Sinne der Monopolgruppentheorie analysierte. Nach der deutschen Wiedervereinigung machte Gossweiler durch seine Verteidigung des Stalinismus auf sich aufmerksam.

## Leben
In einem kommunistischen Elternhaus aufgewachsen, besuchte Gossweiler von 1931 bis 1933 die Karl-Marx-Schule (Berlin-Neukölln). Gemeinsam mit seinem Freund Werner Steinbrinck schloss er sich dem Sozialistischen Schülerbund an. Nach der nationalsozialistischen „Machtergreifung“ war Gossweiler ab 1934 in einer illegalen Zelle des Kommunistischen Jugendverband Deutschlands (KJVD) aktiv und beteiligte sich unter anderem am Schmuggel illegaler Materialien von Paris nach Berlin.
Nach dem Abitur 1937 begann Gossweiler ein Studium der Volkswirtschaftslehre in Berlin. Im März 1939 war er beim Reichsarbeitsdienst. Ab 1939 nahm er als Soldat der Wehrmacht am Zweiten Weltkrieg teil. 1943 lief er zur Roten Armee über. Während der Kriegsgefangenschaft besuchte er die Antifa-Schule in Talizy, wo er von 1944 bis 1947 auch als Assistent wirkte. Außerdem arbeitete er im Nationalkomitee Freies Deutschland mit.
Gossweiler kehrte 1947 aus der Kriegsgefangenschaft zurück und trat in die SED ein. In Berlin war er zunächst als Lehrer an der Landesparteischule tätig, dann von Oktober 1948 bis August 1955 als Mitarbeiter der Bezirksleitung der SED.
Von 1955 bis 1958 hatte Gossweiler eine planmäßige wissenschaftliche Aspirantur am Institut für Geschichte der Humboldt-Universität. Zwischen 1958 und 1970 arbeitete er dort als wissenschaftlicher Mitarbeiter. 1963 promovierte er bei Erich Paterna, Dietrich Eichholtz und Joachim Streisand über Die Rolle des Monopolkapitals bei der Herbeiführung der Röhm-Affäre. Von 1970 bis zur Emeritierung 1983 war er wissenschaftlicher Mitarbeiter am Zentralinstitut für Geschichte der Akademie der Wissenschaften der DDR tätig. Im Mai 1972 legte er als Promotion B die Studie Großbanken, Industriemonopole und Staat. Ökonomie und Politik des staatsmonopolistischen Kapitalismus in Deutschland 1914–1932 vor.
Gossweiler erhielt 1973 den Vaterländischen Verdienstorden in Bronze und 1988 die Ehrendoktorwürde der Humboldt-Universität. Als Inoffizieller Mitarbeiter IM „Arno“ arbeitete er für das Ministerium für Staatssicherheit der DDR, da der Geheimdienst Interesse an seinen „Westkontakten“ hatte. Nach der Wende blieb er bis 2001 Mitglied der PDS. Später engagierte er sich für die Splittergruppe Kommunistische Initiative.

## Werk
Gossweiler gehörte zu den führenden Historikern der DDR. Seine Dissertation zum sogenannten „Röhm-Putsch“ von 1963 löste durch ihre zugespitzten Thesen und hypothetischen Schlussfolgerungen bereits in der DDR eine kritische Diskussion aus. Gemeinsam mit Dietrich Eichholtz setzte er sich 1968 in der Zeitschrift Das Argument mit der Kritik des britischen Historikers Timothy Mason an der Dimitroff-These des Faschismus als Diktatur des Finanzkapitals auseinander. Während Mason insistierte, dass die nationalsozialistische Staatsführung sich zunehmend von den Interessen und der Führung des Großkapitals unabhängig gemacht habe, und den Primat der Politik vor der Wirtschaft betonte, verwiesen Gossweiler und Eichholtz auf den hohen wissenschaftlichen Abstraktionsgrad der Dimitroffschen Faschismusdefinition, die für die Geschichtswissenschaft der DDR eine verbindliche Leitlinie war. Sie warfen Mason mangelnde Kenntnis der Imperialismustheorie Lenins vor, durch die er den staatsmonopolistischen Inhalt des Faschismus verkenne. Für sie wurde der NS-Staat von Richtungskämpfen innerhalb des Monopolkapitals bestimmt. Eine Wirklichkeit, die Masons Thesen entspräche, liefe „allen vom Marxismus entdeckten ‚Naturgesetzen‘ der Gesellschaft zuwider und würde allein durch ihre Existenz eine komplette Widerlegung der marxistischen Gesellschaftsanalyse darstellen“.
Die Kontroverse mit Mason regte weitere Forschungen und Dokumentationen aus DDR-Archiven an, mit denen die „Struktur und Organisation des staatsmonopolistischen Kapitalismus“ belegt werden sollte. Zugleich warnten Eichholtz und Gossweiler in dogmatischer Weise, dass Neomarxisten „sehr viel gefährlicher“ seien als „bürgerliche Historiker“, weil sie „die Industriellen in der Rolle betrogener Betrüger“ darstellten.
Gegenüber der von Jürgen Kuczynski vertretenen Monopolgruppenforschung betonte Gossweiler die zentrale Rolle der Großbanken im deutschen Finanzkapital. Er vertrat die These, dass im Monopolkapital zwischen Lagern innerhalb der Industrie und des Finanzkapitals unterschieden werden müsse. Ein eher antisowjetisch und proamerikanisch ausgerichtetes Lager habe einem ebenso antisowjetischen wie antiamerikanisch ausgerichteten Lager gegenüber gestanden. Auseinandersetzungen innerhalb der NS-Bewegung, wie das Ausscheiden Gregor Strassers aus allen Parteiämtern 1932, interpretierte Gossweiler dementsprechend als Ausdruck von Richtungskämpfen zwischen rivalisierenden kapitalistischen Lagern. Seine These, Strasser sei ein bezahlter Agent der I.G. Farben gewesen, wurde in der Forschung zurückgewiesen. Andreas Dorpalen weist darauf hin, dass Gossweilers Thesen auf unbelegten Annahmen und Schlussfolgerungen beruhten.
In einem Referat auf dem Internationalen Seminar Kommunistischer und Arbeiterparteien in Brüssel 1994 erklärte Gossweiler den „Antistalinismus“ zum „Haupthindernis für die Einheit aller antiimperialistischen Kräfte und der kommunistischen Bewegung“. Dabei verteidigte er den Stalinismus und führte aus, dass die Stalinschen Säuberungen der 1930er-Jahre die Sowjetunion vor einer „Fünften Kolonne“ bewahrt und damit den Sieg im Zweiten Weltkrieg gesichert habe. Der Beitrag wurde in den Weißenseer Blättern veröffentlicht, die seit Ende 1990 „prostalinistische Historienversionen“ verbreiteten und stieß selbst in deren Leserkreis auf Kritik.

## Schriften (Auswahl)
- Großbanken, Industriemonopole und Staat. Ökonomie und Politik des staatsmonopolistischen Kapitalismus in Deutschland 1914–1932, Berlin 1971; Papyrossa, Köln 2013, ISBN 978-3-89438-519-4.
- zusammen mit Dietrich Eichholtz (Hrsg.): Faschismusforschung. Positionen, Probleme, Polemik. Berlin 1980.
- Kapital, Reichswehr und NSDAP 1919–1924. Berlin 1982 (Neuauflage: Köln 2011), ISBN 978-3-89438-455-5.
- Die Röhm-Affäre. Hintergründe – Zusammenhänge – Auswirkungen. Pahl-Rugenstein, Köln 1983. Zugleich 1963 als Dissertation an der Humboldt-Universität unter dem Titel: Die Rolle des Monopolkapitals bei der Herbeiführung der Röhm-Affäre.
- Der Putsch, der keiner war: Die Röhm-Affäre 1934 und der Richtungskampf im deutschen Faschismus, PapyRossa Köln 2009. Neuausgabe von Die Röhm-Affäre von 1983.
- zusammen mit Klaus Drobisch und Dietrich Eichholtz: Faschismus in Deutschland, Faschismus der Gegenwart. Köln 1983.
- Aufsätze zum Faschismus. Berlin 1986.
- Die Strasser-Legende. Auseinandersetzung mit einem Kapitel des deutschen Faschismus. Berlin 1994, ISBN 978-3-929161-10-6.
- Wider den Revisionismus. München 1997, ISBN 978-3-00-002404-7.
- Die Taubenfuß-Chronik oder Die Chruschtschowiade 1953–1964 (Bd. I), München 2002, ISBN 978-3-00-008773-8.
- Die Taubenfuß-Chronik oder Die Chruschtschowiade 1957–1976 (Bd. II), München 2005, ISBN 978-3-00-015517-8.
- zusammen mit Peter Hacks: Der Briefwechsel 1996–2003. In: Peter Hacks: Am Ende verstehen sie es. Politische Schriften 1988–2003. Hrsg. von André Thiele, Eulenspiegel, Berlin 2005.
- Der Anti-Stalinismus – das Haupthindernis für die Einheit aller antiimperialistischen Kräfte und der kommunistischen Bewegung. Rede des Genossen Dr. Kurt Gossweiler (Deutschland) auf dem internationalen Seminar kommunistischer und Arbeiterparteien in Brüssel am 1. Mai 1994, Ernst-Thälmann-Verlag, Berlin 2005.
- zusammen mit Dieter Itzerott: Die Entwicklung der SED. In: Unter Feuer. Die Konterrevolution in der DDR., Offensiv, Hannover 2009, ISBN 978-3-00-026316-3.